# Ubayd Allah ibn Jahsh
Ubayd Allah ibn Jahsh ibn Ri'ab (arapski: عُبَيْد اللَّه ٱبْن جَحْش ٱبْن رِئَاب, ʿUbayd Allāh ibn Jaḥsh ibn Riʾāb; oko 588. – oko 627.) bio je suvremenik islamskog proroka Muhameda koji je odstupio od islama prelaskom na kršćanstvo nakon druge seoba u Abesiniju oko 615. godine. On je jedan od četvorice hanifa (vrsta monoteista) koje spominje Ibn Ishak.

## Životopis
Bio je sin Jahsha ibn Riyaba i Umayme bint Abd al-Muttalib, braća i sestre su mu bili Abd Allah ibn Jahsh, Zaynab bint Jahsh, Abu Ahmad ibn Jahsh, Habiba bint Jahsh i Hammanah bint Jahsh. Bio je rođak proroka Muhameda i brat Muhamedove žene Zejnebe. Oženio je Ramlu bint Abi Sufyan (koja je također bila poznata kao Umm Habiba), i imali su jednu kćer, Habibu bint Ubayd Allah.
On i njegova supruga postali su muslimani i, kako bi pobjegli od mekanskog progona, emigrirali su u Abesiniju. U Etiopiji je kršćanski kralj Armah (također poznat kao Najashi) dao utočište muslimanima. Ondje se Ubayd Allah na kraju obratio na kršćanstvo i posvjedočio svoju novu vjeru drugim muslimanskim izbjeglicama. Ibn Ishak prenosi njegove riječi:
„Ubaydullah je nastavio tražiti sve dok nije došao islam; zatim se preselio s muslimanima u Abesiniju vodeći sa sobom svoju ženu koja je bila muslimanka, Umm Habibu bint Abu Sufyan. Kada je tamo stigao, prihvatio je kršćanstvo, odstupio od islama i umro kao kršćanin u Abesiniji. Muhammad bin Jafar al-Zubayr mi je rekao da je, kada je Ubaydullah postao kršćanin, dok je prolazio pored poslanikovih ashaba koji su bili tamo govorio: 'Mi jasno vidimo, a vaše su oči samo poluotvorene', tj. 'Mi vidimo, a vi samo pokušavate vidjeti i još ne vidite.'”